# Rongorongo

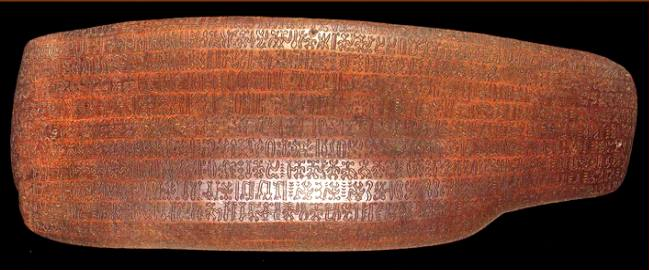
Rongorongo text B. Tabulka s textem rongorongo, známá také jako Aruku kurenga. Středověk až konec 19. století, Velikonoční ostrov.
(Sbírka Congregazione dei Sacri Cuori, Řím.)

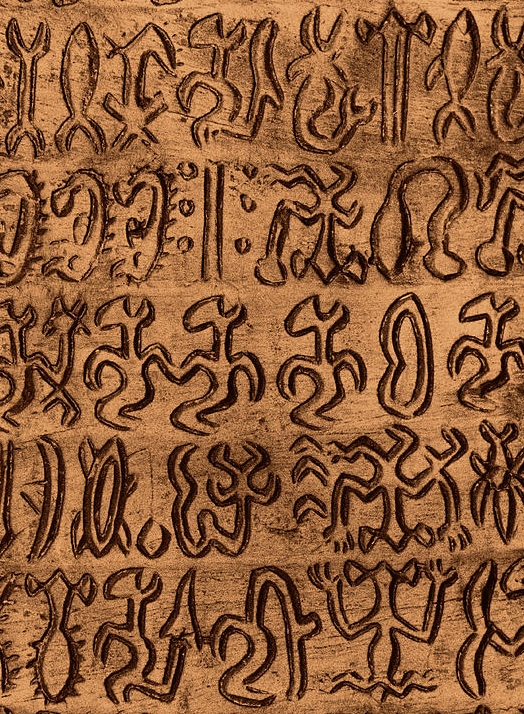
Detail Malé santiágské tabulky, na kterém jsou zobrazeny třetí (dolní) až sedmý (horní) řádek textu. Glyfy na řádcích 3,5 a 7 jsou v přímé poloze. Glyfy v řádcích 4 a 6 jsou „vzhůru nohama“.

Rongorongo je systém glyfů, objevený v 19. století na Velikonočním ostrově. Není zřejmé, zda se jedná o protopísmo či skutečné písmo. Znaky vykazují Zipfův zákon, což je nutná, ale nikoli postačující podmínka, aby šlo o písmo. Znaky se, navzdory množství pokusů, dosud nepodařilo rozluštit. Až na několik glyfů vytesaných do kamenů jsou všechny nalezené znaky vyřezány do dřevěných tabulek.

## Způsob čtení

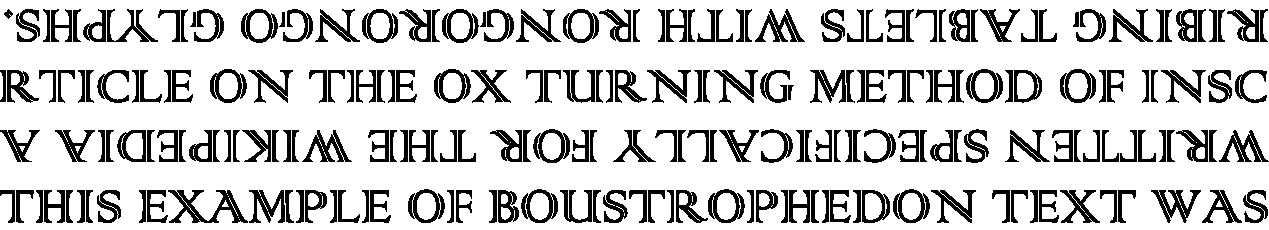
Reverzní bustrofédon pro latinku.

O způsobu čtení vět psaných písmem Rongorongo je mnoho teorii ovšem jedna jediná se zdá pravděpodobná.[zdroj?] Nové vědecké teorie tvrdí, že text např. na desce se čte odspoda nahoru, zleva doprava.[zdroj?]
Jedná se o reverzní bustrofédon.

## Stáří písma
Písmem rongorongo je zřejmě zapsán jazyk Polynésanů příbuzný k dnešnímu jazyku Rapa Nui.[zdroj?] Stáří písma ovšem není známo, pouze existuje domněnka, že písmo se dostalo na Rapa Nui koncem 1. tisíciletí n. l.,[zdroj?] kdy byly ostrovy prvně osídleny. Mnoho současných teorií se spíše točí kolem toho, že písmo vzniklo až jako kopie evropského písma po objevení ostrova Evropany počátkem 18. století.[zdroj?]
Radiokarbonová studie datování dřeva tabulky a pylu z tabulek ukazuje na přelom 17. a 18. století. V písmu také existuje znak, znázorňující Rapa Nui palmu, která na ostrovech vymizela v 17. století.
Existuje možnost, že se může jednat až o výsledek kontaktů Evropanů s Polynésany v 18. století (na ostrovech již téměř bez stromů),[zdroj?] nebo že může pocházet z 19. století, kdy první obyvatel legendárního Hotu Matu'a donesl 67 destiček s nápisy rongorongo.[zdroj?]
Tabulky písma rongorongo se do dnešní doby dochovaly pouze v malém množství a ke studiu jazyka je nedostatek materiálu.

## Teorie vzniku
Obyvatelé Velikonočního ostrova byli potomky polynéských národů, které osídlily velké plochy Tichého oceánu. Proto se objevily teorie, že písmo rongorongo zachycuje polynéský jazyk, ale proti tomuto názoru je dlouhá izolace Velikonočního ostrova, kdy by takový jazyk jistě zanikl. Proto je možné, že destičky zachycují vlastní a izolovaný jazyk, ale bez rozluštění písma je nemožné teorie ověřit.
Mnoho toho nevíme ani o rozvíjení jazyků a písem v Tichooceánské oblasti, takže text zůstává stále záhadou.